# Indywidualne Mistrzostwa Szwecji na Żużlu 1953
Indywidualne Mistrzostwa Szwecji na Żużlu 1953 – cykl turniejów żużlowych, mających wyłonić najlepszych żużlowców szwedzkich. Tytuł wywalczył Göran Norlén (Kaparna Göteborg). 

## Finał
- Sztokholm, 2 października 1953

| Msc. | Zawodnik          | Klub                 | Pkt   |  |  |
| ---- | ----------------- | -------------------- | ----- |  |  |
| 1    | Göran Norlén      | Kaparna Göteborg     | 15    |  |  |
| 2    | Bert Lindarw      | Smederna Eskilstuna  | 13    |  |  |
| 3    | Olle Heyman       | Monarkerna Sztokholm | 10 +3 |  |  |
| 4    | Göte Olsson       | Indianerna Kumla     | 10 +2 |  |  |
| 5    | Rune Sörmander    | Dackarna Målilla     | 10 +1 |  |  |
| 6    | Per Tage Svensson | Filbyterna Linköping | 9     |  |  |
| 7    | Georg Duneborn    | Getingarna Sztokholm | 8     |  |  |
| 8    | Joel Jansson      | Smederna Eskilstuna  | 7     |  |  |
| 9    | Stig Pramberg     | Vargarna Norrköping  | 7     |  |  |
| 10   | Birger Forsberg   | Monarkerna Sztokholm | 6     |  |  |
| 11   | Kjell Carlsson    | Kaparna Göteborg     | 6     |  |  |
| 12   | Bernt Nilsson     | Monarkerna Sztokholm | 5     |  |  |
| 13   | Lars Pettersson   | Indianerna Kumla     | 4     |  |  |
| 14   | Olle Segerström   | Smederna Eskilstuna  | 3     |  |  |
| 15   | Sven Fahlén       | Monarkerna Sztokholm | 2     |  |  |
| 16   | Sune Karlsson     | Getingarna Sztokholm | 0     |  |  |
|      | rez. Dan Forsberg | Vargarna Norrköping  | 1     |  |  |